# Adrian Quaife-Hobbs
 (août 2013).
Si vous disposez d'ouvrages ou d'articles de référence ou si vous connaissez des sites web de qualité traitant du thème abordé ici, merci de compléter l'article en donnant les références utiles à sa vérifiabilité et en les liant à la section « Notes et références ».
Adrian Quaife-Hobbs, né le 3 février 1991 à Pembury, est un pilote automobile britannique. Fin 2011, il a participé aux journées d'essai des jeunes pilotes chez Virgin sur le Circuit Yas Marina.

## Carrière
- 2005 : T Cars, champion et champion T Cars Autumn Trophy
- 2006 : T Cars, 9e (3 victoires)
- 2007 : Formule BMW UK, Formule Renault et Eurocup Formula Renault 2.0
- 2008 : Championnat d'Italie de Formule Renault, 4e
- 2009 : Eurocup Formula Renault 2.0, 4e
- 2010 : F3 Euroseries, 13e ; GP3 Series, 15e
- 2011 : GP3 Series, 5e ; pilote d'essais chez Virgin Racing
- 2012 : Auto GP World Series, Champion
- 2013 : GP2 Series